# جيوفاني سبادوليني
جيوفاني سبادوليني (بالإيطالية: Giovanni Spadolini) سياسي إيطالي (21 يونيو 1925-4 أغسطس 1994) تولى رئاسة الحكومة في إيطاليا من 28 يونيو 1981 إلى 1 ديسمبر 1982.
حزبه السياسي هو الحزب الجمهوري الإيطالي، وبوصول سبادوليني إلى السلطة انتهى احتكار الحزب المسيحي الديمقراطي للسلطة منذ عام 1945.

## روابط خارجية
- جيوفاني سبادوليني على موقع مونزينجر (الألمانية)
- جيوفاني سبادوليني على موقع ديسكوغز (الإنجليزية)